# Pygommatius strigiatus
Pygommatius strigiatus là một loài ruồi trong họ Asilidae. Pygommatius strigiatus được Scarbrough & Marascia miêu tả năm 2003.